# Da'Vine Joy Randolph
Da'Vine Joy Randolph (Filadélfia, 21 de maio de 1986) é uma atriz e cantora americana, vencedora do Globo de Ouro, do BAFTA, do Oscar e indicada ao Emmy e Tony.
Ficou conhecida no teatro por seu papel como Oda Mae Brown na versão original da Broadway de Ghost the Musical, onde foi indicada ao Tony.
Na televisão, participou de séries como The Idol, High Fidelity e Only Murders in the Building, pelo qual recebeu uma indicação ao Emmy.
Recebeu destaque no cinema por sua performance em Dolemite Is My Name e The United States vs. Billie Holiday.
Em 2023, estrelou o filme Os Rejeitados, do diretor Alexander Payne, pelo qual venceu diversos prêmios, incluindo o New York Film Critics Circle, Los Angeles Film Critics Circle, Critics Choice Awards, National Board of Review, BAFTA, Globo de Ouro de Melhor Atriz Coadjuvante e o Oscar de melhor atriz coadjuvante.

## Biografia
Randolph cresceu na Filadélfia e Hershey, na Pensilvânia. Ela foi à Temple University para se concentrar na performance vocal, mas no primeiro ano decidiu mudar a concentração para o Teatro Musical. Depois de se formar em Temple, ela foi para a Escola de Drama de Yale. Ela se formou em Yale em 2011. Quando jovem, frequentou o Interlochen Arts Camp, estudando teatro.

## Carreira
Randolph fez um teste para um papel suplente na transferência da Broadway de Santo, o Musical (que atualmente estava sendo encenada em Londres, no West End), mas os produtores decidiram lançá-la no papel principal do Oda Mae Brown. Antes do anúncio da transferência da Broadway, Sharon D. Clarke, que interpretou Oda Mae em Londres, sofreu uma pequena lesão no joelho. Randolph foi rapidamente levada para cobrir o papel na ausência de Clarke. Sua performance de estréia ocorreu na sexta-feira, 16 de dezembro de 2011, e ela continuou a compartilhar o papel com a professora Lisa Davina Phillip até o início de janeiro de 2012, quando Clarke voltou. 
Após um período de pré-estreia que começou em março de 2012, a produção original da Broadway estreou na segunda-feira, 23 de abril de 2012, com Randolph atuando ao lado de Richard Fleeshman e Caissie Levy nos papéis principais. Embora tenha sido apontada como a "novata", ela foi indicada ao Tony Award de 2012 como Melhor Atriz em Destaque em um Musical. 
Randolph interpretou Charmonique na série de comédia da ABC, Selfie, que estreou em 30 de setembro de 2014. 
Randolph é a voz de Christine na série original da Netflix, The Mr. Peabody & Sherman Show. Em 2019 estrelou o filme Dolemite is my Name, filme da Netflix com Eddie Murphy no papel principal.

## Filmografia

### Filmes
| Ano  | Título                               | Papel                   | Notas          |
| ---- | ------------------------------------ | ----------------------- | -------------- |
| 2013 | Mother of George                     | Marsea                  |                |
| 2013 | The Purge: The Morning After         | De'Shondranique         | Curta-metragem |
| 2013 | A Long Walk                          | Mãe                     | Curta-metragem |
| 2014 | The Angriest Man in Brooklyn         | Nurse Rowan             |                |
| 2016 | The Secrets of Emily Blair           | Fran                    |                |
| 2016 | Office Christmas Party               | Carla                   |                |
| 2019 | Dolemite Is My Name                  | Lady Reed               |                |
| 2020 | Kajillionaire                        | Jenny                   |                |
| 2020 | The Last Shift                       | Shazz                   |                |
| 2020 | Trolls World Tour                    | Bliss Marina / Shelia B | Voz            |
| 2020 | Mama Got A Cough                     | Yolanda                 | Curta-metragem |
| 2021 | The United States vs. Billie Holiday | Roslyn                  |                |
| 2021 | The Guilty                           | Expedidora do CHP       | Voz            |
| 2022 | The Lost City                        | Beth Hatten             |                |
| 2022 | A Little White Lie                   | Delta Jones             |                |
| 2022 | Puss in Boots: The Last Wish         | Mama Luna               | voice          |
| 2022 | On the Come Up                       | Pooh                    |                |
| 2023 | Rustin                               | Mahalia Jackson         |                |
| 2023 | The Holdovers                        | Mary Lamb               |                |
| 2025 | Golden                               |                         |                |
| ASA  | Shadow Force                         |                         | [ 11 ]         |
| ASA  | Bride Hard                           |                         | [ 12 ]         |
| ASA  | Eternity                             | Anna                    | [ 13 ]         |
| ASA  | The Gallerist                        |                         | [ 14 ]         |

### Televisão
| Ano           | Título                               | Papel                   | Notas                                          |
| ------------- | ------------------------------------ | ----------------------- | ---------------------------------------------- |
| 2013          | The Good Wife                        | Margie                  | Episódio: "A More Perfect Union"               |
| 2013          | Brenda Forever                       | Pearl                   | Filme televisivo                               |
| 2014          | See Dad Run                          | Mrs. Rothschild         | Episódio: "See Dad Become Room Mom"            |
| 2014          | Selfie                               | Charmonique Whitaker    | Elenco principal                               |
| 2015          | Life in Pieces                       | Janice                  | Episódio: "Babe Secret Phone Germs"            |
| 2015–2017     | The Mr. Peabody & Sherman Show       | Christine / Abby Fisher | Voz; elenco principal                          |
| 2016          | This Is Us                           | Tanya                   | Elenco recorrente (temporada 1)                |
| 2016–2017     | People of Earth                      | Yvonne Watson           | Elenco principal                               |
| 2017          | Veep                                 | Roberta Winston         | Episódio: "Qatar"                              |
| 2017–2018     | Empire                               | Poundcake               | Elenco recorrente (temporada 4)                |
| 2018          | Home: Adventures with Tip & Oh       | Crushtina               | Voz, episódio: "Like Mother, Like Pit of Fire" |
| 2019          | On Becoming a God in Central Florida | Rhonda                  | Elenco recorrente                              |
| 2020          | High Fidelity                        | Cherise                 | Elenco principal                               |
| 2020–2022     | Madagascar: A Little Wild            | Ranger Hoof             | Voz, elenco recorrente                         |
| 2021          | Cinema Toast                         | Vivian                  | Voz, episódio: "Kiss, Marry, Kill"             |
| 2021          | Tuca & Bertie                        | Tamarind Toucan         | Voz, 2 episódios                               |
| 2021          | Ultra City Smiths                    | Detective Gail Johnson  | Voz, elenco principal                          |
| 2021          | The Last O.G.                        | Veesy                   | Elenco principal (temporada 4)                 |
| 2021–presente | Only Murders in the Building         | Detective Williams      | Elenco recorrente                              |
| 2021–2022     | Chicago Party Aunt                   | Tina                    | Voz, elenco principal                          |
| 2022          | Birdgirl                             | Várias vozes            | Elenco recorrente                              |
| 2023          | The Idol                             | Destiny                 | Elenco recorrente                              |

### Teatro
| Ano  | Título                     | Papel         | Notas                                                            |
| ---- | -------------------------- | ------------- | ---------------------------------------------------------------- |
| 2007 | Hair                       | Tribe         | Prince Music Theater 26 de maio de 2007 - 17 de junho de 2007    |
| 2010 | The Servant of Two Masters | Clarice       | Yale Repertory Theatre 12 de março de 2010 - 3 de abril de 2010  |
| 2012 | Ghost                      | Oda Mae Brown | Lunt-Fontanne Theatre 23 de abril de 2012 - 18 de agosto de 2012 |
| 2013 | The Cradle Will Rock       | Performer     | New York City Center 10 de julho de 2013 - 13 de julho de 2013   |

## Prêmios e indicações
| Premio                             | Ano  | Categoria                                  | Filme                        | Resultado | Ref.   |
| ---------------------------------- | ---- | ------------------------------------------ | ---------------------------- | --------- | ------ |
| Oscar                              | 2024 | Melhor Atriz Coadjuvante                   | The Holdovers                | Venceu    | [ 17 ] |
| BAFTA                              | 2024 | Melhor Atriz Coadjuvante                   | The Holdovers                | Venceu    | [ 18 ] |
| Emmy Awards                        | 2024 | Melhor Atriz Convidada em Série de Comédia | Only Murders in the Building | Indicado  | [ 19 ] |
| Globo de Ouro                      | 2024 | Melhor Atriz Coadjuvante em Cinema         | The Holdovers                | Venceu    | [ 20 ] |
| Screen Actors Guild Awards         | 2024 | Melhor Atriz Coadjuvante em Cinema         | The Holdovers                | Venceu    | [ 21 ] |
| Critics' Choice Movie Awards       | 2024 | Melhor Atriz Coadjuvante                   | The Holdovers                | Venceu    | [ 22 ] |
| Critics' Choice Movie Awards       | 2024 | Melhor Elenco                              | The Holdovers                | Indicado  | [ 22 ] |
| AACTA International Awards         | 2024 | Melhor Atriz Coadjuvante                   | The Holdovers                | Indicado  | [ 23 ] |
| AAFCA Awards                       | 2019 | Melhor Atriz Coadjuvante                   | Dolemite Is My Name          | Venceu    |        |
| AAFCA Awards                       | 2024 | Melhor Atriz Coadjuvante                   | The Holdovers                | Venceu    |        |
| Astra Film Awards                  | 2024 | Melhor Atriz Coadjuvante                   | The Holdovers                | Venceu    |        |
| Astra Film Awards                  | 2024 | Melhor Elenco                              | The Holdovers                | Indicado  |        |
| Astra TV Awards                    | 2024 | Melhor Atriz Convidada em Série de Comédia | Only Murders in the Building | Venceu    |        |
| Atlanta Film Critics Circle        | 2024 | Melhor Atriz Coadjuvante                   | The Holdovers                | Venceu    |        |
| Austin Film Critics Association    | 2020 | Artista Revelação                          | Dolemite Is My Name          | Indicado  |        |
| Austin Film Critics Association    | 2024 | Melhor Atriz Coadjuvante                   | The Holdovers                | Venceu    |        |
| Alliance of Women Film Journalists | 2024 | Melhor Atriz Coadjuvante                   | The Holdovers                | Venceu    |        |
| Alliance of Women Film Journalists | 2024 | Performance Revelação Feminina             | The Holdovers                | Indicado  |        |